# Gösta von Porat
Carl Gustaf (Gösta) von Porat, född 24 augusti 1886 i Norra Sandsjö, död 17 mars 1972 i Sävsjö, var en svensk militär och flygpionjär.

## Biografi
Gösta von Porat var son till bankdirektör Anders Gustaf von Porat och Maria Muhr. År 1906 blev von Porat officer vid Fortifikationen. Han genomgick 1912 Nieuports flygskola i Pau, Frankrike och tilldelades efter certifikatproven svenskt aviatördiplom nr 7 utfärdat av S.A.S. (Svenska Aeronautiska Sällskapet). Han efterträdde Henrik David Hamilton som chef för Flygkompaniet, och fick sedermera många höga poster inom Flygvapnet, där han var överste från 1938, intill sin pensionering 1946.
Dagens Flygvapenmuseum i Malmslätt har sitt ursprung i de flygplan och annat materiel som von Porat, chef för Östgöta flygflottilj (F 3) 1934–1941, ställde undan och räddade från skrotning. Olika förrådslokaler utnyttjades till förvaring och på 1940-talet fick överste Hugo Beckhammar tillgång till en lägerhydda som 1951 blev F 3 Museum.
Von Porat var i många år konstmålare på fritiden. Han målade bl a motiv från skog och mark, liksom två tavlor från SM-finalen i bandy 1949 mellan Nässjö IF och Edsbyns IF. Bandytavlorna hänger idag i Nässjö IF:s föreningsstuga.

## Utmärkelser och ledamotskap

### Svenska utmärkelser
- Riddare av Vasaorden, 1923[3]
- Riddare av Svärdsorden, 1927[4]
- Kommendör av andra klassen av Svärdsorden, 1941[5]
- Kommendör av första klassen av Svärdsorden, 1945[6]
- Ledamot av Kungliga Krigsvetenskapsakademien, 1926[7]
- Flygtekniska föreningens Thulinmedalj i guld, 1948

### Utländska utmärkelser
- Riddare av Franska Hederslegionen, senast 1940[8]
- Officer av Amerikanska Legion of Merit, 8 juli 1946[9]